# Purkersdorf
Purkersdorf är en stadskommun i Österrike. Den ligger i distriktet Sankt Pölten-Land i förbundslandet Niederösterreich, 14 kilometer väster om huvudstaden Wien. Kommunen har 9 959 invånare (2024).